# Моріс Куандете
Іропа Моріс Куандете (22 вересня 1932 — 7 квітня 2003) — бенінський військовий та політичний діяч.
17 грудня 1967 року Куандете очолив військовий переворот, за допомогою якого усунув від влади президента Крістофа Согло. Куандете став президентом, проте не уявляв собі, як керувати країною. Він передав владу Альфонсу Алле за два дні, а наступного року змусив Алле поступитись посадою глави держави Емілю Зінсу. Після цього Куандете був призначений на посаду начальника генерального штабу дагомейської армії. Згодом, 10 грудня 1969 року, він очолив черговий військовий переворот проти уряду Зінсу. Військовики не визнали Куандете легітимним правителем, що призвело до формування Президентської ради. 23 березня 1972 року Куандете знову спробував узурпувати владу, проте змову було викрито, а його заарештовано й засуджено до страти. За кілька місяців його було помилувано, коли 26 жовтня його двоюрідний брат, майор Матьє Кереку, захопив владу в країні. Після цього Куандете подав у відставку з лав збройних сил. Помер 2003 року.